# Cee
Cee is een gemeente in de Spaanse provincie A Coruña in de regio Galicië met een oppervlakte van 58 km². In 2001 telde Cee 7164 inwoners.

## Demografische ontwikkeling
Bron: INE, 1857-2011: volkstellingen

## Geboren
- Pilar Hidalgo (3 mei 1979), triatlete

Abegondo · Ames · Aranga · Ares · Arteixo · Arzúa · A Baña · Bergondo · Betanzos · Boimorto · Boiro · Boqueixón ·  Brión · Cabana de Bergantiños · Cabanas · Camariñas · Cambre · A Capela · Carballo · Cariño · Carnota · Carral · Cedeira · Cee · Cerceda · Cerdido · Coirós · Corcubión · Coristanco ·  A Coruña · Culleredo · Curtis · Dodro · Dumbría · Fene · Ferrol · Fisterra · Frades · Irixoa · A Laracha · Laxe · Lousame · Malpica de Bergantiños · Mañón · Mazaricos · Melide · Mesía · Miño · Moeche · Monfero · Mugardos · Muros · Muxía · Narón · Neda · Negreira · Noia · Oleiros · Ordes · Oroso · Ortigueira · Outes · Oza-Cesuras · Paderne · Padrón · O Pino · A Pobra do Caramiñal · Ponteceso · Pontedeume · As Pontes de García Rodríguez · Porto do Son · Rianxo · Ribeira · Rois · Sada · San Sadurniño · Santa Comba · Santiago de Compostella · Santiso · Sobrado · As Somozas · Teo · Toques · Tordoia · Touro · Trazo · Val do Dubra · Valdoviño · Vedra · Vilarmaior · Vilasantar · Vimianzo · Zas